# Альфонсо IV д’Эсте
Альфонсо IV д’Эсте (итал. Alfonso IV d'Este; 2 февраля 1634, Модена — 16 июля 1662, Модена) — герцог Модены и Реджио в 1658—1662 годах, старший сын герцога Франческо I д’Эсте и пармской принцессы Марии Фарнезе. Представитель побочной линии династии Эсте.

## Биография
Альфонсо IV д’Эсте унаследовал герцогство Моденское в 1658 году, в возрасте 24 лет, однако из-за слабого здоровья, проявившегося такими заболеваниями, как подагра и туберкулёз, его правление длилось всего 4 года. Основным событием этого времени стал Пиренейский мир 1659 года, завершивший франко-испанскую войну. По условиям этого мирного договора Моденское герцогство, как союзник Франции, получило город Корреджо.
В правление Альфонсо IV знаменитое собрание произведений искусства семейства д’Эсте — галерея Эсте (Galleria Estense) — была открыта для публики.

## Семья
Для укрепления союза Моденского герцогства и Франции, Альфонсо вступил в брачный союз с Лаурой Мартиноцци (1639—1687), племянницей кардинала Мазарини (см. Мазаринетки). Свадьба по доверенности состоялась в день шестнадцатилетия новобрачной 27 мая 1655 года в Компьенском дворце в присутствии короля Людовика XIV. Дети:
- Мария Беатриче д’Эсте (1658—1718), с 1673 года супруга Якова, герцога Йоркского, в 1685—1688 годах короля Англии и Шотландии;

- Франческо II д’Эсте (1660—1694), следующий герцог Модены и Реджио.